# Segunda División 1986-1987 (Spagna)
L'edizione 1986-87 della Segunda División fu il cinquantaseiesimo campionato di calcio spagnolo di seconda divisione. Il campionato vide la partecipazione di 18 squadre raggruppate in un unico gruppo.

## Formato
In questa edizione vi furono due importanti novità. La prima era il numero dei partecipanti: 18. L'altra novità riguardò la formula del torneo, infatti dopo la regular season (classico girone all'italiana) le squadre furono divise in tre gruppi. I primi due gruppi (Gruppo A1 e Gruppo A2) erano riservati alle prime dodici squadre ed avrebbero decretato le promozioni in Primera División per le prime due di ogni gruppo e per la migliore seconda mentre l'ultimo gruppo (Gruppo B) era riservato alle ultime sei squadre. Questa edizione non prevedeva retrocessioni.

## Prima fase
|  |     | Prima fase          | Pt | G  | V  | N  | P  | GF | GS | DR  |
|  | --- | ------------------- | -- | -- | -- | -- | -- | -- | -- | --- |
|  | 1.  | Valencia            | 46 | 34 | 19 | 8  | 7  | 53 | 26 | +27 |
|  | 2.  | Deportivo La Coruña | 43 | 34 | 16 | 11 | 7  | 46 | 33 | +13 |
|  | 3.  | CD Logroñés         | 46 | 34 | 16 | 9  | 9  | 46 | 33 | +13 |
|  | 4.  | Celta Vigo          | 40 | 34 | 17 | 6  | 11 | 56 | 35 | +21 |
|  | 5.  | Recreativo Huelva   | 39 | 34 | 18 | 3  | 13 | 53 | 44 | +9  |
|  | 6.  | Sestao Sport        | 38 | 34 | 13 | 12 | 9  | 38 | 23 | +15 |
|  | 7.  | Elche               | 36 | 34 | 12 | 12 | 10 | 31 | 28 | +3  |
|  | 8.  | Rayo Vallecano      | 35 | 34 | 10 | 15 | 9  | 28 | 28 | 0   |
|  | 9.  | Bilbao Athletic     | 35 | 34 | 12 | 11 | 11 | 51 | 54 | -3  |
|  | 10. | Castellón           | 34 | 34 | 13 | 8  | 13 | 38 | 42 | -4  |
|  | 11. | Hércules            | 32 | 34 | 12 | 8  | 14 | 38 | 43 | -5  |
|  | 12. | Malaga              | 32 | 34 | 10 | 12 | 12 | 43 | 39 | +4  |
|  | 13. | Barcellona Atlètic  | 32 | 34 | 11 | 10 | 13 | 42 | 46 | -4  |
|  | 14. | Real Oviedo         | 30 | 34 | 9  | 12 | 13 | 33 | 46 | -13 |
|  | 15. | Figueres            | 29 | 34 | 9  | 11 | 14 | 39 | 40 | -1  |
|  | 16. | Cartagena FC        | 27 | 34 | 7  | 13 | 14 | 34 | 51 | -17 |
|  | 17. | Castilla            | 24 | 34 | 7  | 10 | 17 | 30 | 51 | -21 |
|  | 18. | Xerez               | 19 | 34 | 4  | 11 | 19 | 21 | 58 | -37 |

## Seconda fase

### Gruppo A1
|  |    | Classifica finale - Gruppo A1 | Pt | G  | V  | N  | P  | GF | GS | DR  |
|  | -- | ----------------------------- | -- | -- | -- | -- | -- | -- | -- | --- |
|  | 1. | Valencia                      | 57 | 44 | 24 | 9  | 11 | 67 | 36 | +31 |
|  | 2. | CD Logroñés                   | 54 | 44 | 22 | 10 | 12 | 59 | 43 | +16 |
|  | 3. | Recreativo Huelva             | 50 | 44 | 23 | 4  | 17 | 66 | 56 | +10 |
|  | 4. | Elche                         | 48 | 44 | 17 | 14 | 13 | 45 | 43 | +2  |
|  | 5. | Hércules                      | 41 | 44 | 16 | 9  | 19 | 55 | 56 | -1  |
|  | 6. | Bilbao Athletic               | 39 | 44 | 14 | 11 | 19 | 61 | 75 | -14 |

### Gruppo A2
|  |    | Classifica finale - Gruppo A2 | Pt | G  | V  | N  | P  | GF | GS | DR  |
|  | -- | ----------------------------- | -- | -- | -- | -- | -- | -- | -- | --- |
|  | 1. | Celta Vigo                    | 54 | 44 | 23 | 8  | 13 | 71 | 41 | +30 |
|  | 2. | Sestao Sport                  | 52 | 44 | 19 | 14 | 11 | 47 | 27 | +20 |
|  | 3. | Deportivo La Coruña           | 51 | 44 | 19 | 13 | 12 | 58 | 47 | +11 |
|  | 4. | Castellón                     | 44 | 44 | 16 | 12 | 16 | 44 | 52 | -8  |
|  | 5. | Rayo Vallecano                | 41 | 44 | 12 | 17 | 15 | 40 | 44 | -4  |
|  | 6. | Malaga                        | 40 | 44 | 12 | 16 | 16 | 57 | 57 | 0   |

### Gruppo B
|  |    | Classifica finale - Gruppo B | Pt | G  | V  | N  | P  | GF | GS | DR  |
|  | -- | ---------------------------- | -- | -- | -- | -- | -- | -- | -- | --- |
|  | 1. | Barcellona Atlètic           | 42 | 44 | 16 | 10 | 18 | 56 | 58 | -2  |
|  | 2. | Figueres                     | 42 | 44 | 15 | 12 | 17 | 59 | 53 | +6  |
|  | 3. | Cartagena FC                 | 42 | 44 | 14 | 14 | 16 | 52 | 67 | -15 |
|  | 4. | Real Oviedo                  | 40 | 44 | 13 | 14 | 17 | 50 | 64 | -14 |
|  | 5. | Castilla                     | 33 | 44 | 11 | 11 | 22 | 49 | 71 | -22 |
|  | 6. | Xerez                        | 22 | 44 | 5  | 12 | 27 | 32 | 78 | -46 |

## Verdetti
- Valencia,  Celta Vigo e  CD Logroñés promosse in Primera División 1987-1988.